# Wollkopf-Kratzdistel
Die Wollkopf-Kratzdistel (Cirsium eriophorum), auch Wollköpfige Kratzdistel, Wolldistel oder Mönchskrone, ist eine Pflanzenart aus der Gattung Kratzdisteln (Cirsium) innerhalb der Familie der Korbblütler (Asteraceae).

## Beschreibung

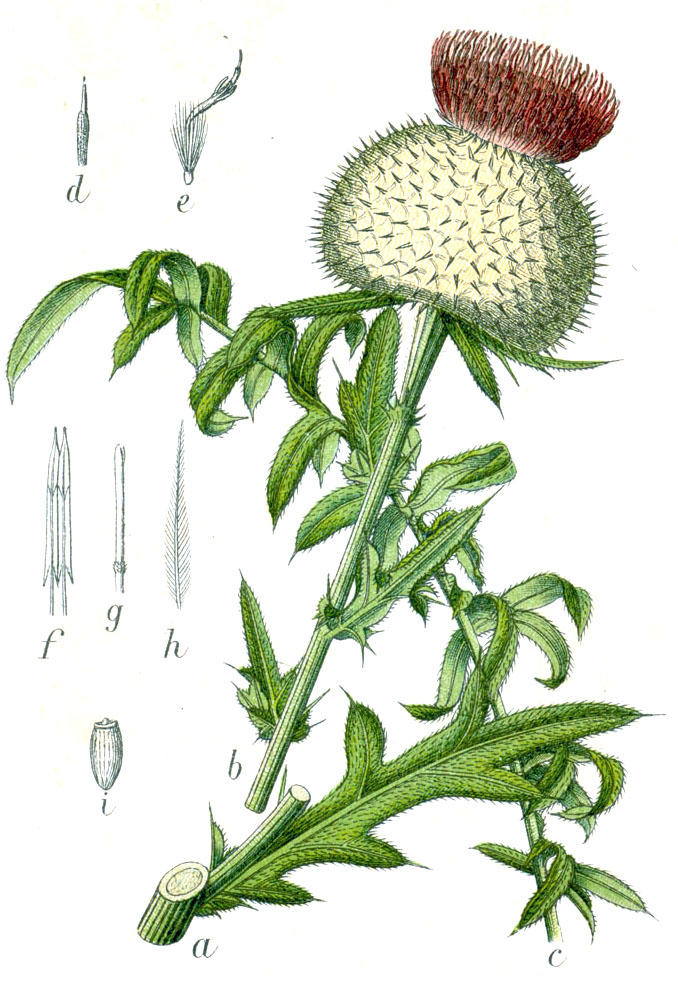
Illustration aus Sturm

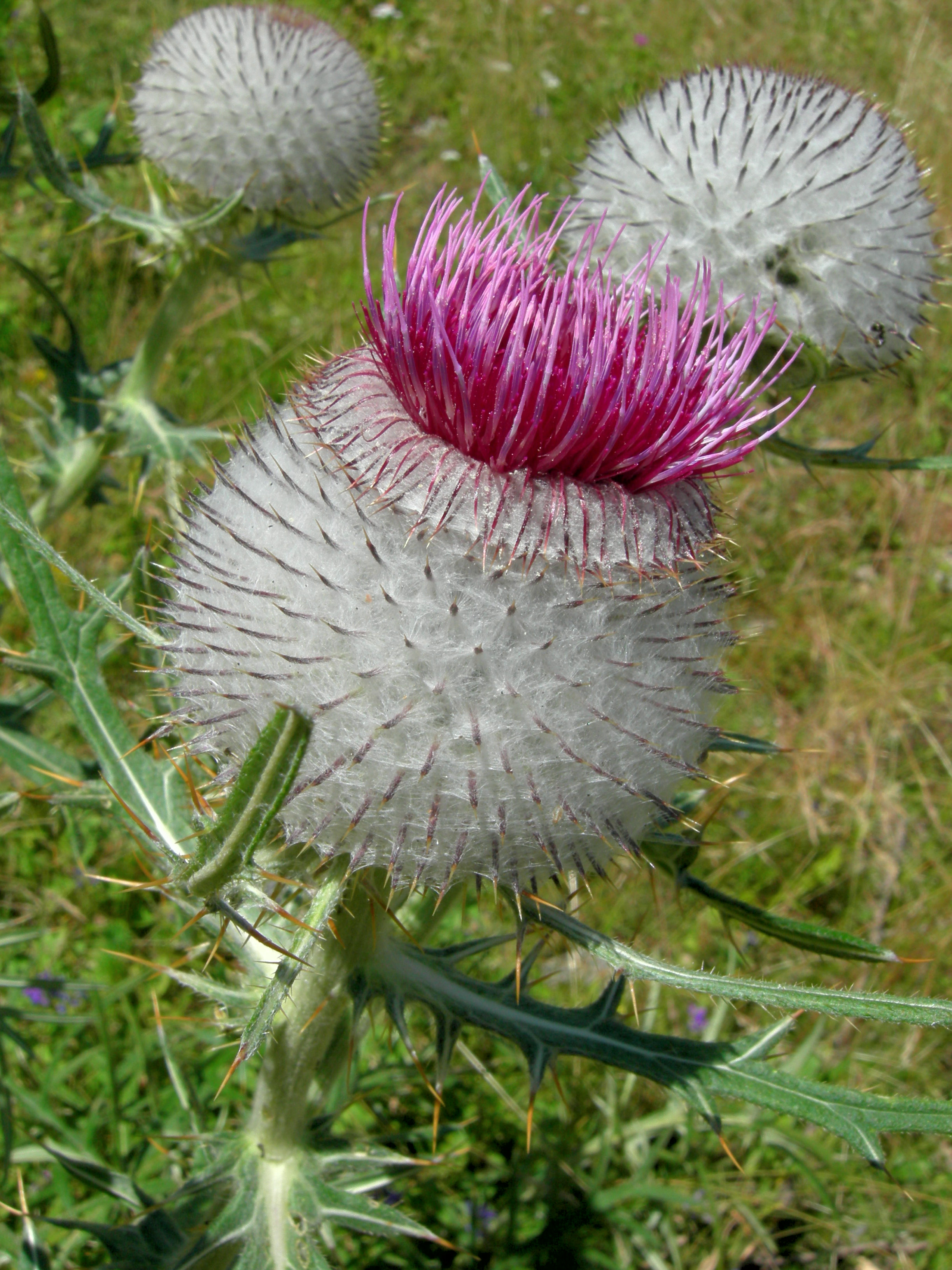
Blütenkorb

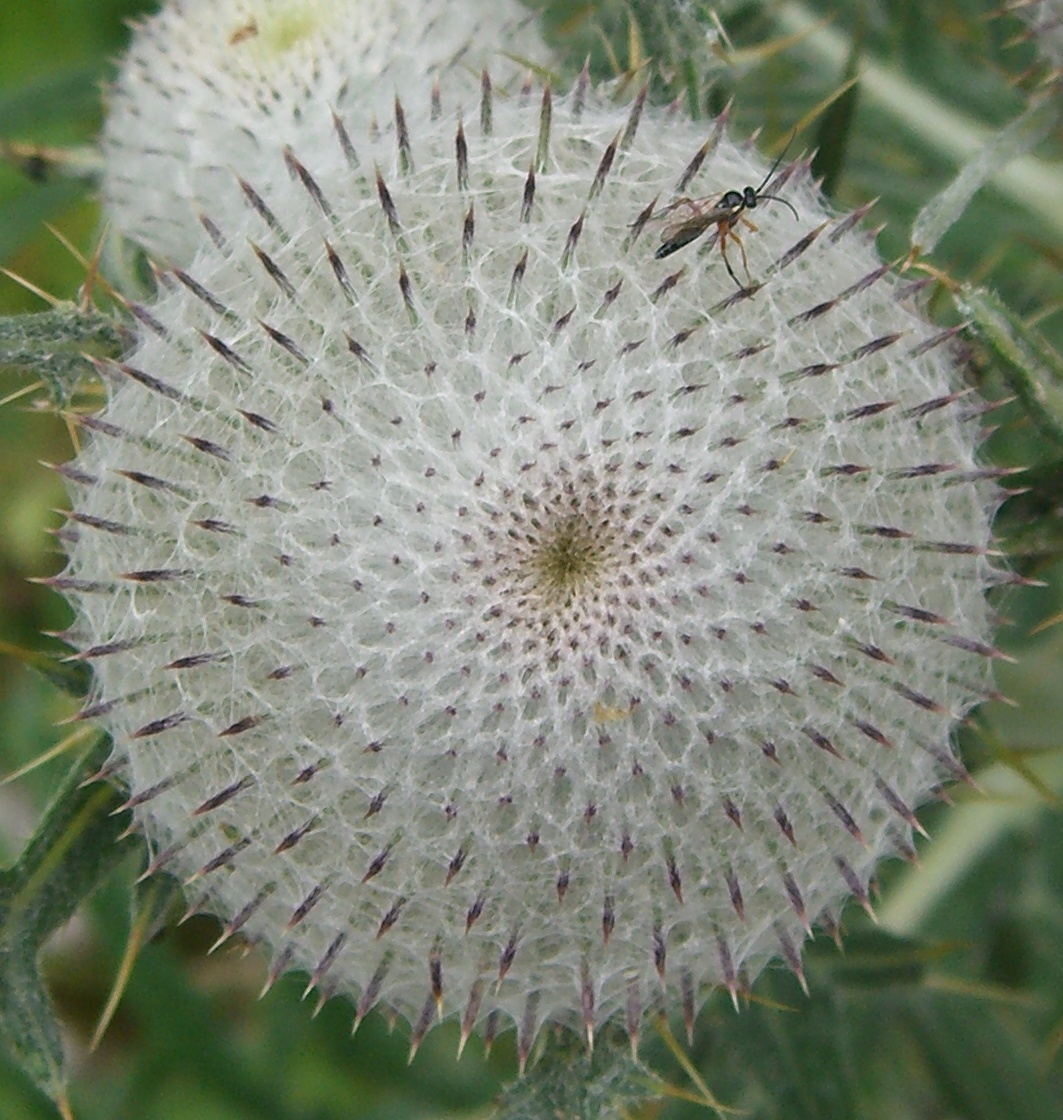
Blütenkorb von oben

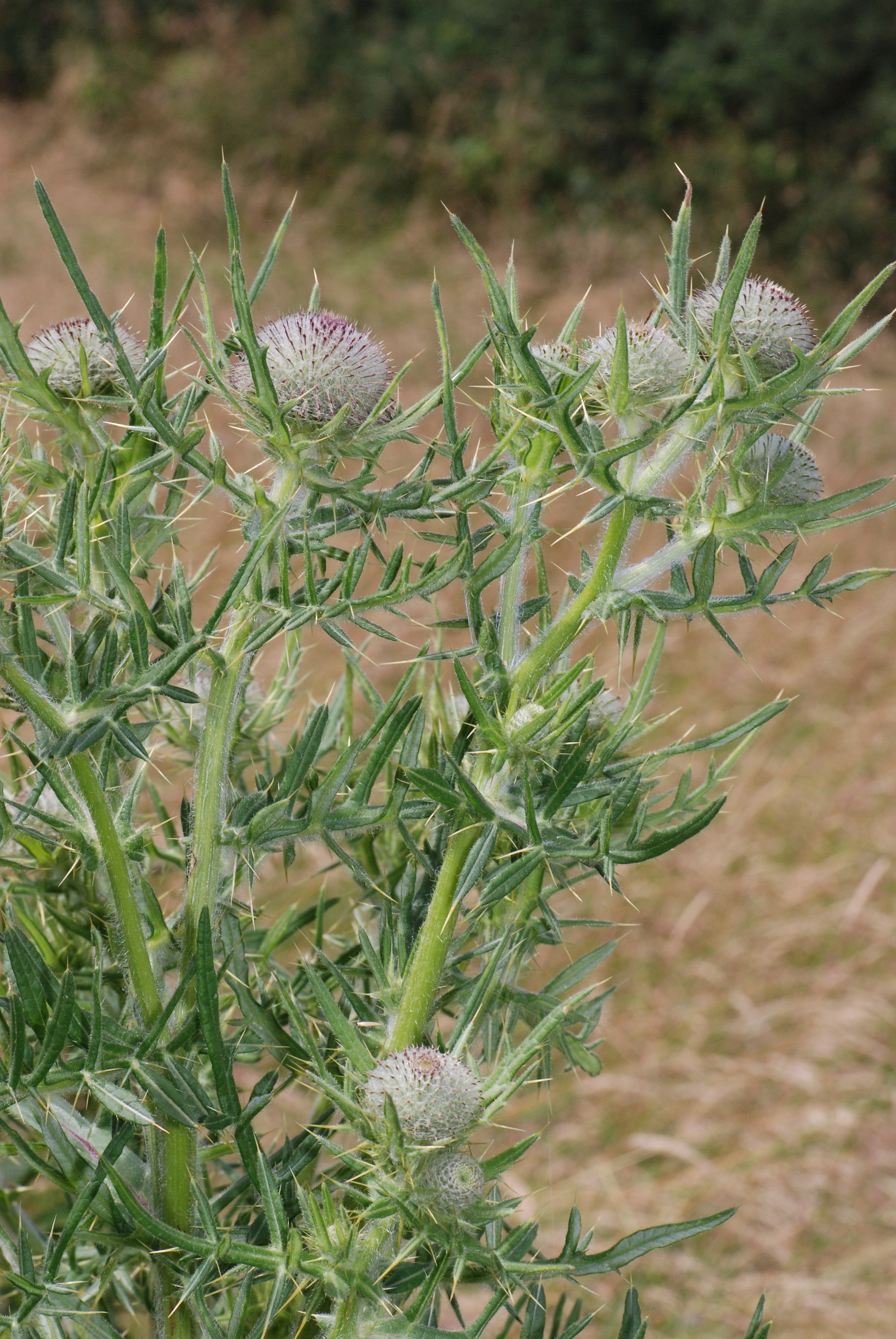
Laubblätter mit horizontalen und aufwärts gerichteten Blattzipfeln

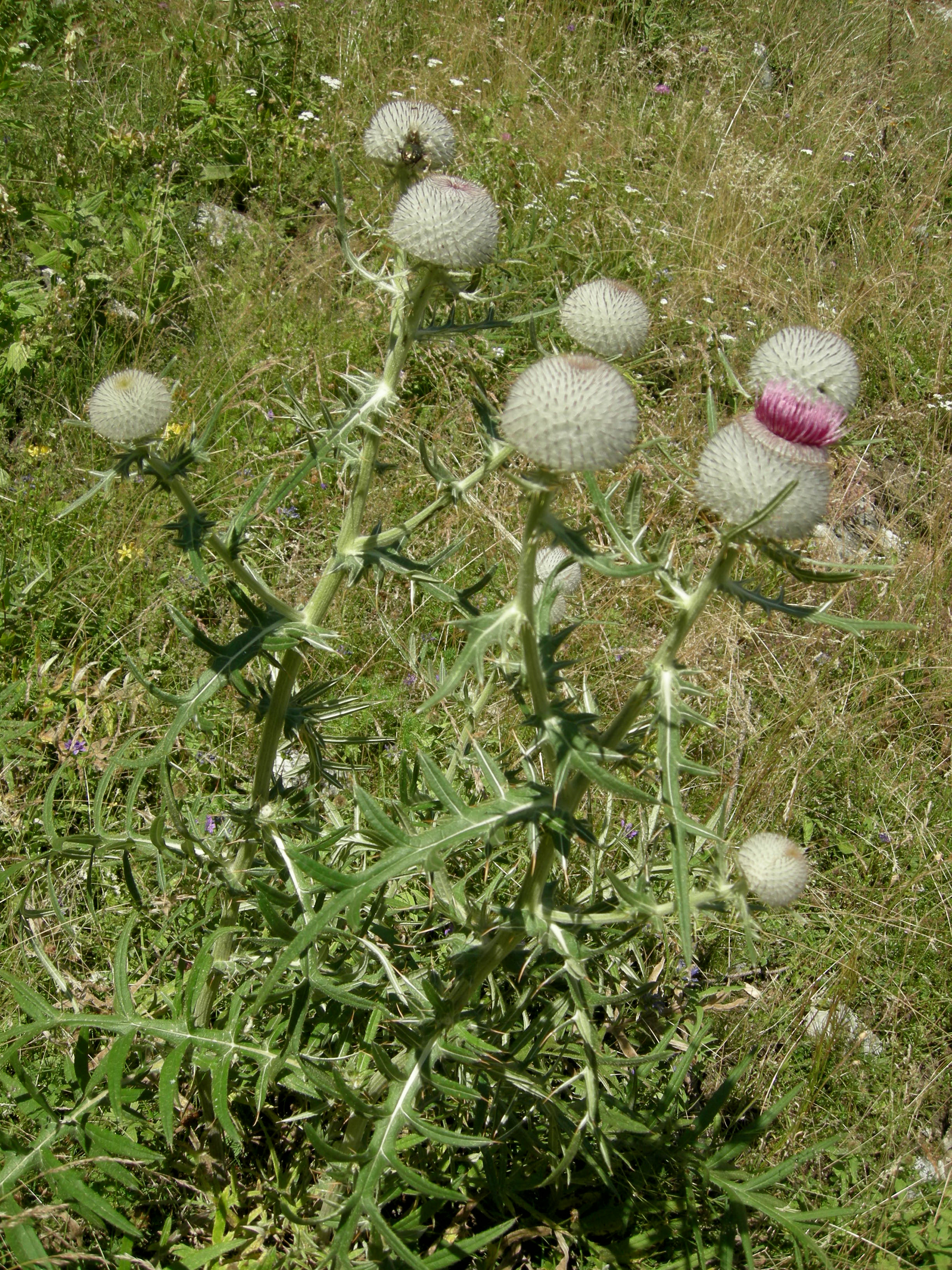
Habitus, Laubblätter und Blütenkörbe

### Vegetative Merkmale
Bei der Wollkopf-Kratzdistel handelt es sich um eine zweijährige krautige Pflanze, die Wuchshöhen von 50 bis 150 Zentimeter erreicht. Der kräftige, verzweigte Stängel ist aufrecht und dicht wollig behaart.
Die Laubblätter sind einer grundständigen Rosette und wechselständig am Stängel verteilt angeordnet. Die steifen Blattspreiten sind lang eiförmig und meist fiederschnittig mit kräftigen, gelben Stacheln. Die Blattränder sind „umgerollt“, die Blattoberseite ist dornig steif behaart und die Blattunterseite ist weißfilzig behaart. Die untersten Laubblätter sind bis zu 80 Zentimeter lang. Die Grundblätter sind gestielt und mehr lanzettlich, tief buchtig fiederspaltig; ihre Blattabschnitte sind in zwei linealische, etwas spreizende, am Grund gelappte und in einen kurze Stachel endigende Zipfel „gespalten“. Von den Stängelblättern sind die untersten kurz gestielt, die mittleren und oberen mit spießförmigen Öhrchen halbstängelumfassend sitzend. Die mittleren und oberen sind auch tief fiederspaltig mit lanzettlichen, ab und zu zweispaltigen und in einen kurzen gelben Stachel endigenden und fein dornig gewimperten Zipfeln.

### Generative Merkmale
Die Blütezeit reicht von Juli bis September. Der einzeln stehende, körbchenförmige Blütenstand weist einen Durchmesser von 4 bis 7 Zentimetern auf (die größten der Gattung). Die Hülle ist kugelig und dicht mit spinnwebartigen, wolligen Haaren versehen. Die Hüllblätter sind vor der Spitze deutlich spatelförmig verbreitert und dann in eine lineale starre Spitze auslaufend. Ein Blütenkorb enthält viele Röhrenblüten. Die purpurfarbene Kronröhre ist 2,5 bis 4,5 Zentimeter lang. Die Staubblätter sind purpurfarben.
Die glatte und glänzende Achäne weist eine Größe von 3,9 bis 5,4 × 2,0 bis 2,4 × 1,2 bis 1,5 Millimetern auf. Der Pappus besteht aus federartigen weißen 15 bis 33 Millimeter langen Haaren.
Die Chromosomenzahl beträgt 2n = 34.

## Ökologie
Bei der Wollkopf-Kratzdistel handelt es sich um eine hapaxanthe Pflanze.
Die Wollkopf-Kratzdistel ist eine Wirtspflanze vom Rostpilz Puccinia cnici var. crassiuscula. Auch ein Befall von Erysibe cichoriacearum, von Puccinia caricis-frigidae, Puccinia eriophori und Ophiobolus acuminatus wurde beobachtet. Zoocecidien werden durch Trypeta terebrans und Urophora eriolepidis hervorgerufen.
An sonnigen Standorten richtet die Wollkopf-Kratzdistel die hinteren der Blattabschnitte senkrecht auf, während die vorderen Blattabschnitte waagerecht abstehen. Das Palisadenparenchym der aufrecht stehenden Teile besteht aus längeren, chlorophyllreicheren Zellen; während die Palisadenzellen der horizontal stehenden Teile bei gleicher Höhe um ein Drittel kürzer sind. Dies ist ein interessanter Fall von Arbeitsteilung der Assimilation innerhalb eines Blattes.

## Vorkommen
Die Wollkopf-Kratzdistel ist von England bis zum Apennin und von den Pyrenäen bis zum nördlichen Balkan und der Türkei verbreitet.
Die Wollkopf-Kratzdistel gedeiht am besten über Kalk, ist aber auch auf sauren Böden anzutreffen. Typische Standorte sind Wegränder, sonnige und steinige Böden, Weiden und Kahlschläge. Sie ist in Mitteleuropa eine Charakterart des Cirsietum eriophori aus dem Verband Onopordion acanthii.
Die Wollkopf-Kratzdistel ist von der Tallage bis in eine Höhenlage von 2300 Metern anzutreffen. In den Allgäuer Alpen steigt sie im Tiroler Teil unterhalb der früheren Noppenhütte bei Elbigenalp bis in eine Höhenlage von 1620 Metern auf. Sie steigt im Kanton Wallis bis 1880 Meter und in Tirol bis zu einer Höhenlage von 2000 Metern auf.
Die ökologischen Zeigerwerte nach Landolt et al. 2010 sind in der Schweiz für Cirsium eriophorum subsp. eriophorum: Feuchtezahl F = 2 (mäßig trocken), Lichtzahl L = 4 (hell), Reaktionszahl R = 4 (neutral bis basisch), Temperaturzahl T = 2+ (unter-subalpin und ober-montan), Nährstoffzahl N = 4 (nährstoffreich), Kontinentalitätszahl K = 2 (subozeanisch).

## Systematik
Die Erstveröffentlichung erfolgte 1753 unter dem Namen (Basionym) Carduus eriophorus durch Carl von Linné in Species Plantarum, Tomus 2, S. 823. Die Neukombination zu Cirsium eriophorum (L.) Scop. wurde 1771 durch Giovanni Antonio Scopoli in Flora Carniolica Exhibens Plantas Carniolae Indigenas et Distributas ... 2. Auflage. Band 2, S. 130 veröffentlicht. Weitere Synonyme für Cirsium eriophorum (L.) Scop. sind: Cnicus eriophorus (L.) Roth, Cirsium chodatii Barb.-Gamp., Cirsium dinaricum Vandas, Cirsium oviforme Gand., Cirsium vandasii Petr., Cirsium eriophorum subsp. britannicum Petr., Cirsium eriophorum subsp. chodatii (Barb.-Gamp.) Rivas Mart. & al., Cirsium eriophorum subsp. dinaricum (Vandas) Petr., Cirsium eriophorum subsp. velenovskyi (Vandas) Petr., Cirsium eriophorum subsp. vulgare Petr., Cirsium velenovskyi Vandas.
Cirsium eriophorum gehört zur Sektion Eriolepis (Cass.) Dumort. in der Gattung Cirsium.
Manche Autoren stellen auch Cirsium spathulatum (Moretti) Gaudin als Unterart hierher: Cirsium eriophorum subsp. spathulatum (Moretti) Ces. Sie kommt in der Schweiz und in Italien vor. Die ökologischen Zeigerwerte nach Landolt et al. 2010 sind in der Schweiz für Cirsium eriophorum subsp. spathulatum: Feuchtezahl F = 2 (mäßig trocken), Lichtzahl L = 4 (hell), Reaktionszahl R = 4 (neutral bis basisch), Temperaturzahl T = 3+ (unter-montan und ober-kollin), Nährstoffzahl N = 4 (nährstoffreich), Kontinentalitätszahl K = 4 (subkontinental).

## Nutzung
Der Blütenboden ist wie der der Artischocke essbar.